# École de la Rose-Croix d'Or
L'École internationale de la Rose-Croix d'Or (RCO), également connue sous le nom de Lectorium Rosicrucianum, fondée en 1945 par Jan van Rijckenborgh (Jan Leene,1896-1968) et Catharose De Petri (Henny Stok-Huyser, 1902-1990)) à Haarlem aux Pays-Bas, est un mouvement spirituel d'inspiration gnostique et chrétienne, sans orientation politique, présente dans plus de 40 pays. Elle compte environ 15000 membres au total, dont environ 700 pour la France.

## Historique
En 1924, les deux frères Jan et Wim Leene se rapprochent du mouvement américain Rosicrucian Fellowship (Fraternité rosicrucienne), fondé en 1909 par Max Heindel. En 1929, ils prennent la tête de la branche hollandaise. Rejoints par Henriette Stok-Huizer en 1930, ils fondent ensemble un groupe indépendant en 1935, sous le nom de Rozekruisers Genootschap (Société rosicrucienne). Wim Leene meurt en 1938, mais Jan Leene et Henny Stok-Huyser poursuivent l'aventure et écrivent de nombreux ouvrages, publiés sous leurs noms d'auteur : Jan van Rijckenborgh et Catharose de Petri.
Après la Seconde Guerre mondiale, durant laquelle ils sont contraints d'effectuer leurs activités dans la clandestinité, ils créent en 1945  l'École de la Rose-Croix d'Or (Lectorium Rosicrucianum) aux Pays-Bas. Dans le même temps,  Jan Van Rijckenborgh crée en France l'association Lectorium Rosicrucianum France, présidée dès 1956 par Antonin Gadal, historien ariégeois qui réhabilita la dimension spirituelle et initiatique du catharisme. En 1965, Jan Van Rijckenborgh et Catharose De Petri s'entourent d'un collège dénommé  Direction Spirituelle Internationale (DSI). Après le décès de Jan van Rijckenborgh en 1968, Catharose de Petri guide l'École de la Rose-Croix d'Or jusqu'en 1970, confiant ensuite  à la Direction Spirituelle Internationale le soin de continuer à développer l'essor du mouvement. Catharose De Petri décède en 1990.
À ce jour, le Lectorium Rosicrucianum dispose d'une vingtaine de grands centres de conférences Aux Pays-Bas et en Allemagne, ainsi qu'en Suisse, Autriche, Pologne, Hongrie et en Angleterre, de six centres au Brésil, six en Afrique, et deux en France, "Le Phénix" en Région Grand Est et "La Licorne" en Région Occitanie. De plus, en France, le Lectorium Rosicrucianum propose des activités dans une douzaine de centres locaux implantés dans les grandes villes (https://www.rose-croix-d-or.org/).

### Philosophie et enseignements
L'enseignement rosicrucien se transmet par la publication de livres, de  brochures  et l'organisation de soirées à thèmes, de conférences publiques et de séminaires. Il n'y a pas d'enseignement par correspondance. Cet enseignement est aussi connu par les études de différents universitaires (belges, néerlandais, canadiens et français) . L'École de la Rose-Croix d'Or prétend s'inspirer des « antiques mystères chrétiens » (cathares, Graal, Rose-Croix), et affirme en être une des gardiennes.
« L'esprit gnostique y est très marqué,, par un ésotérisme chrétien (l'Évangile de Jean est ouvert dans tous les temples) en se référant aux œuvres de Max Heindel et de Rudolf Steiner. »

## Organisation

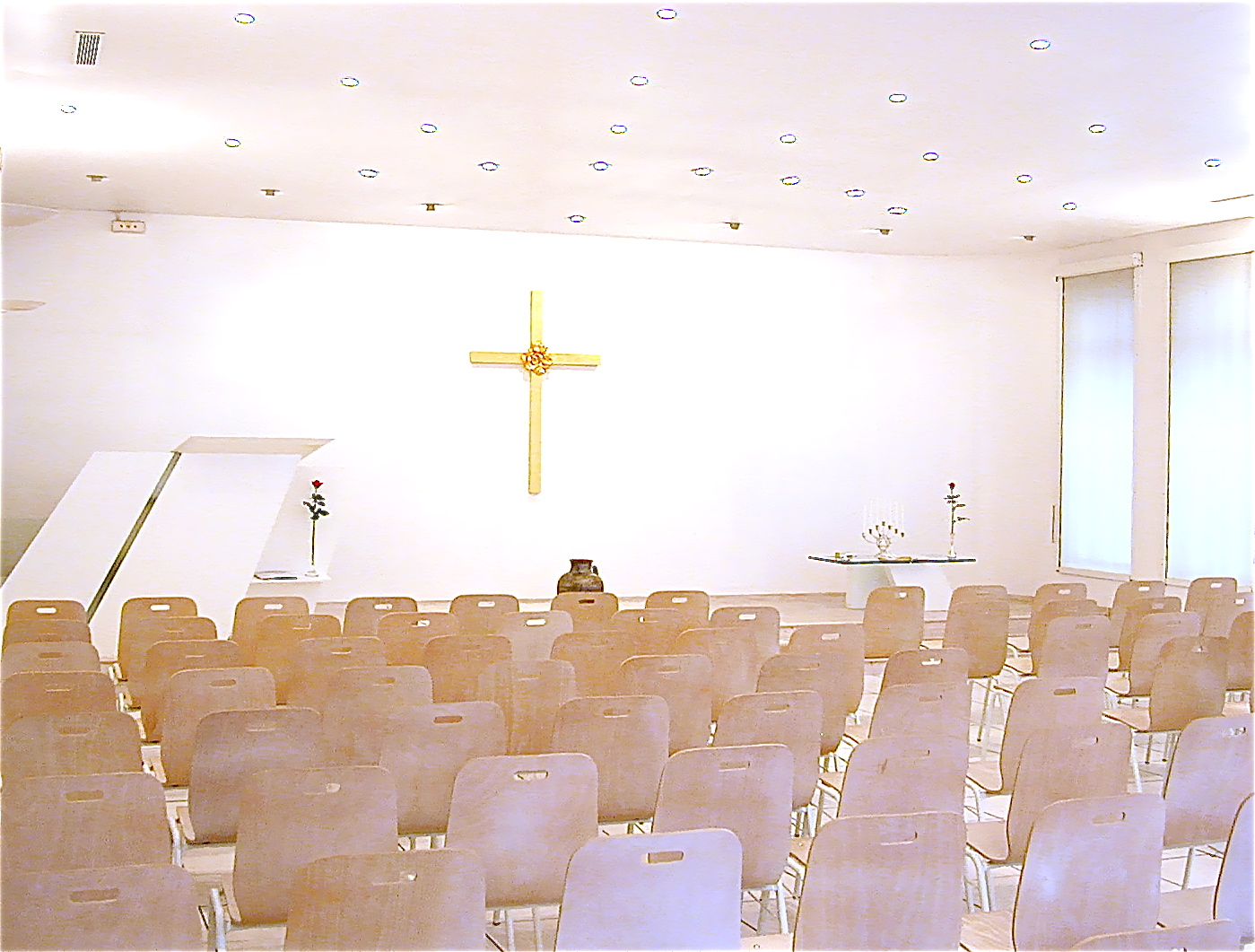
Temple de la Rose Croix d'Or à Paris.

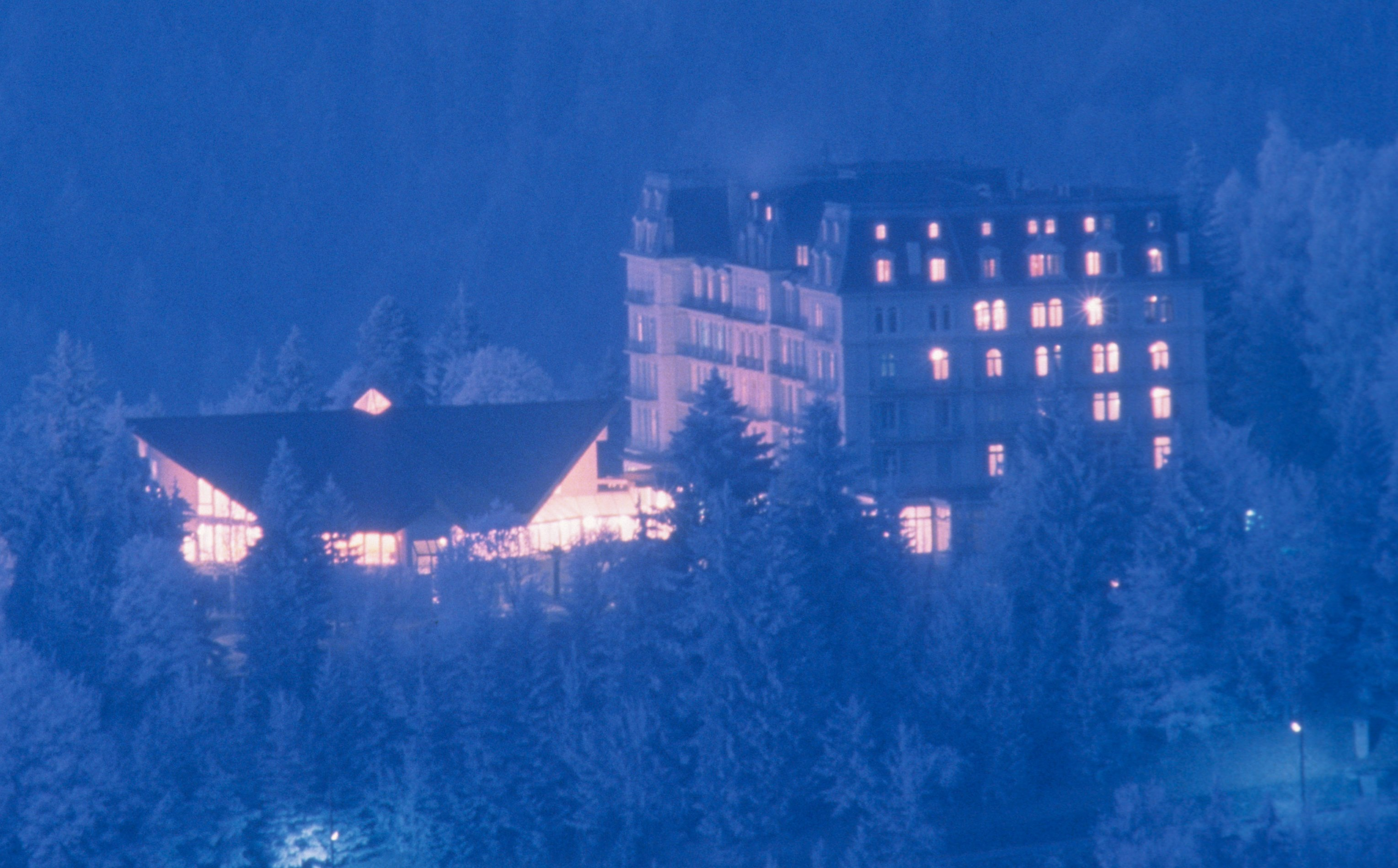
École de la Rose-Croix d'Or, à Caux (Suisse).

L'organisation de l'École spirituelle fonctionne à tous ses niveaux sur la collégialité. Il y a une « direction spirituelle » internationale de treize membres :
1. Des membres du « présidium » au nombre de cinq par région. Ainsi la région trois comprend : la Suisse, le Canada, la Grèce, la Roumanie, l'Italie et la France ;
2. Les « directions nationales » représentent leurs pays, et assistent les présidiums. Les directions nationales sont des courroies de transmission des présidiums vers les « directions des centres » de ville. Le rôle des treize directions des centres de France est organisationnel autant que « spirituel » ;
3. Un groupe d'« élèves » assume la tâche des « contacts avec le public » ;
4. Les autres membres participent aux réunions, conférences, etc. à la hauteur de l'engagement qu'ils ont pris vis-à-vis d'eux-mêmes et symboliquement vis-à-vis de l’École spirituelle.

## Analyses et critiques
Elle a été listée comme secte en France, pratiquant l'occultisme ou un « ésotéro-occultisme », dans un rapport parlementaire de 1995, considéré obsolète et complètement caduc par les plus hautes instances de l'état, contenant même des éléments erronés :
"Le premier rapport officiel datant de 1995 a établi une liste de 173 « mouvements sectaires », qui a été considérée, depuis 2005, comme obsolète, tant par le gouvernement et les parlementaires et comme « complètement caduque » par le président de la MIVILUDES bien qu'elle ait «  permis de cerner le phénomène même si c'était de manière parfois erronée et partiellement incomplète », et « de moins en moins pertinente » par la circulaire Raffarin de 2005 qui ajoute que le recours à des listes est à éviter « au profit de l'utilisation de faisceaux de critères »"
Cependant en 2012, d'après l'ADFI de Toulouse, « il n’y a pas de victimes des Rose Croix. [...] Ce qu’ils croient ou pas les regardent, mais il n’y a pas à ce jour de conséquences sur la vie civile, sur les droits ou libertés de chacun. La Miviludes les observe mais sans plus ». Elle est alors reconnue comme association cultuelle en France, et comme religion en Espagne, aux-Pays-Bas et en Hongrie.